# Prosopocoilus dorsalis
Prosopocoilus dorsalis là một loài bọ cánh cứng trong họ Lucanidae. Loài này được Erichson mô tả khoa học năm 1834.